# Satz des Heron

Ein Dreieck mit den Seitenlängen a, b und c

Der Satz des Heron ist ein Lehrsatz der Elementargeometrie, welcher nach dem antiken Mathematiker Heron von Alexandria benannt ist. Der Satz beschreibt eine mathematische Formel, mit deren Hilfe der Flächeninhalt eines Dreiecks aus den drei Seitenlängen berechenbar ist. Man nennt die Formel auch heronsche Formel bzw. heronische Formel oder auch die Formel von Heron. Heron hat diesen Satz in seinem Werk "Metrika" (Mitte des 1. Jahrhunderts) beschrieben und darin auch einen Beweis dafür geliefert.
Der Satz und die Formel waren spätestens im 13. Jahrhundert auch schon den chinesischen Mathematikern bekannt. Sie kommt - in einer gleichwertigen Darstellung (siehe unten zu 
V3) - in der Mathematischen Abhandlung in neun Kapiteln des  Qin Jiushao vor.

## Formulierung des Satzes
Der Flächeninhalt {\displaystyle A} eines Dreiecks der euklidischen Ebene mit den Seitenlängen {\displaystyle a}, {\displaystyle b}, {\displaystyle c} und halbem Umfang
{\displaystyle s\,=\,{\frac {a+b+c}{2}}}
ist
{\displaystyle A={\sqrt {s\cdot (s-a)\cdot (s-b)\cdot (s-c)}}}

### Andere Darstellungen
Diese Formel lässt sich auch so ausdrücken:
{\displaystyle A={\frac {1}{4}}\cdot {\sqrt {(a+b+c)\cdot (-a+b+c)\cdot (a-b+c)\cdot (a+b-c)}}}   (V1)
Ausmultipliziert erhält man:
{\displaystyle A={\frac {1}{4}}\cdot {\sqrt {2\cdot a^{2}\cdot b^{2}+2\cdot b^{2}\cdot c^{2}+2\cdot c^{2}\cdot a^{2}-a^{4}-b^{4}-c^{4}}}}    (V2)
Als weitere Darstellung der heronischen Formel ist auch die folgende gängig:
{\displaystyle A={\frac {1}{4}}\cdot {\sqrt {4\cdot a^{2}\cdot b^{2}-(a^{2}+b^{2}-c^{2})^{2}}}}        (V3),
welche man aus der Version (V1) durch Umgruppieren und Anwendung der binomischen Formeln mit den folgenden Gleichungen gewinnt:
{\displaystyle {\begin{aligned}16\cdot A^{2}&={\bigl (}((a+b)+c)\cdot ((a+b)-c){\bigr )}\cdot {\bigl (}(c+(a-b))\cdot (c-(a-b)){\bigr )}\\&={\bigl (}(a+b)^{2}-c^{2}{\bigr )}\cdot {\bigl (}c^{2}-(a-b)^{2}{\bigr )}\\&={\bigl (}a^{2}+2\cdot a\cdot b+b^{2}-c^{2}{\bigr )}\cdot {\bigl (}c^{2}-a^{2}+2\cdot a\cdot b-b^{2}{\bigr )}\\&={\bigl (}2\cdot a\cdot b+(a^{2}+b^{2}-c^{2}){\bigr )}\cdot {\bigl (}2\cdot a\cdot b-(a^{2}+b^{2}-c^{2}){\bigr )}\\&=4\cdot a^{2}\cdot b^{2}-(a^{2}+b^{2}-c^{2})^{2}\end{aligned}}}
Aus der Version (V3) lässt sich schließlich eine Darstellung mit einer Determinante ableiten:
{\displaystyle A={\frac {1}{4}}\cdot {\sqrt {-\det \left({\begin{matrix}0&1&1&1\\1&0&a^{2}&b^{2}\\1&a^{2}&0&c^{2}\\1&b^{2}&c^{2}&0\end{matrix}}\right)}}}        (V4)
Dies ist ein Spezialfall der Cayley-Menger-Determinante, mit der man das Volumen eines Simplexes, der Verallgemeinerung von Dreiecken auf beliebige Dimensionen, zum Beispiel ein Tetraeder in drei Dimensionen, berechnen kann.
(V4) erhält man aus (V3) unter Anwendung des Entwicklungssatzes von Laplace und elementarer Matrizenumformungen wie folgt:
{\displaystyle {\begin{aligned}4\cdot a^{2}\cdot b^{2}-(a^{2}+b^{2}-c^{2})^{2}&=4\cdot a^{2}\cdot b^{2}-(c^{2}-a^{2}-b^{2})^{2}\\&=\det \left({\begin{matrix}-2\cdot a^{2}&c^{2}-a^{2}-b^{2}\\c^{2}-a^{2}-b^{2}&-2\cdot b^{2}\end{matrix}}\right)\\&=\det \left({\begin{matrix}1&a^{2}&b^{2}\\0&-2\cdot a^{2}&c^{2}-a^{2}-b^{2}\\0&c^{2}-a^{2}-b^{2}&-2\cdot b^{2}\end{matrix}}\right)\\&=\det \left({\begin{matrix}1&a^{2}&b^{2}\\1&-a^{2}&c^{2}-a^{2}\\1&c^{2}-b^{2}&-b^{2}\end{matrix}}\right)\\&=-\det \left({\begin{matrix}0&1&0&0\\1&0&a^{2}&b^{2}\\1&a^{2}&-a^{2}&c^{2}-a^{2}\\1&b^{2}&c^{2}-b^{2}&-b^{2}\end{matrix}}\right)\\&=-\det \left({\begin{matrix}0&1&1&1\\1&0&a^{2}&b^{2}\\1&a^{2}&0&c^{2}\\1&b^{2}&c^{2}&0\end{matrix}}\right)\end{aligned}}}

### Zahlenbeispiel
Ein Dreieck mit den Seitenlängen {\displaystyle a=4}, {\displaystyle \ b=13} und {\displaystyle c=15} hat den halben Umfang
{\displaystyle s={\frac {a+b+c}{2}}={\frac {4+13+15}{2}}=16}.
Eingesetzt in die Formel erhält man den Flächeninhalt
{\displaystyle A={\sqrt {s\cdot (s-a)\cdot (s-b)\cdot (s-c)}}}{\displaystyle {}={\sqrt {16\cdot (16-4)\cdot (16-13)\cdot (16-15)}}}{\displaystyle {}={\sqrt {16\cdot 12\cdot 3\cdot 1}}}{\displaystyle {}={\sqrt {576}}=24}.
Eine andere Darstellung der Formel ergibt
{\displaystyle A={\frac {1}{4}}\cdot {\sqrt {(a+b+c)\cdot (-a+b+c)\cdot (a-b+c)\cdot (a+b-c)}}}{\displaystyle {}={\frac {1}{4}}\cdot {\sqrt {(4+13+15)\cdot (-4+13+15)\cdot (4-13+15)\cdot (4+13-15)}}}{\displaystyle {}={\frac {1}{4}}\cdot {\sqrt {32\cdot 24\cdot 6\cdot 2}}={\frac {1}{4}}\cdot {\sqrt {9216}}={\frac {1}{4}}\cdot 96=24}.
In diesem Beispiel sind die Seitenlängen und der Flächeninhalt ganze Zahlen. Deshalb ist ein Dreieck mit den Seitenlängen 4, 13 und 15 ein heronisches Dreieck.

### Zusammenhang mit Sehnenvierecken
Die Formel kann als Grenzfall aus der Formel für den Flächeninhalt eines Sehnenvierecks gewonnen werden, wenn zwei der Eckpunkte ineinander übergehen, so dass eine der Seiten des Sehnenvierecks die Länge Null annimmt. Für den Flächeninhalt eines Sehnenvierecks gilt nämlich nach der Formel von Brahmagupta
{\displaystyle A={\sqrt {(s-a)\cdot (s-b)\cdot (s-c)\cdot (s-d)}}},
wobei hier der halbe Umfang
{\displaystyle s={\frac {a+b+c+d}{2}}}
ist.

## Beweis

### Beweis mit dem Satz des Pythagoras
Nach dem Satz des Pythagoras gilt {\displaystyle b^{2}=h^{2}+d^{2}} und {\displaystyle a^{2}=h^{2}+(c-d)^{2}} (siehe Abbildung). Subtraktion ergibt {\displaystyle a^{2}-b^{2}=c^{2}-2\cdot c\cdot d}, also
{\displaystyle d={\frac {-a^{2}+b^{2}+c^{2}}{2\cdot c}}}
Für die Höhe {\displaystyle h} des Dreiecks gilt {\displaystyle h^{2}=b^{2}-d^{2}}. Einsetzen der letzten Gleichung liefert
{\displaystyle {\begin{aligned}h^{2}&=b^{2}-\left({\frac {-a^{2}+b^{2}+c^{2}}{2\cdot c}}\right)^{2}\\&=\left({\frac {2\cdot b\cdot c}{2\cdot c}}\right)^{2}-\left({\frac {-a^{2}+b^{2}+c^{2}}{2\cdot c}}\right)^{2}\\&={\frac {(2\cdot b\cdot c+(-a^{2}+b^{2}+c^{2}))\cdot (2\cdot b\cdot c-(-a^{2}+b^{2}+c^{2}))}{4\cdot c^{2}}}\\&={\frac {((b+c)^{2}-a^{2})\cdot (a^{2}-(b-c)^{2})}{4\cdot c^{2}}}\\&={\frac {((b+c)+a)\cdot ((b+c)-a)\cdot (a+(b-c))\cdot (a-(b-c))}{4\cdot c^{2}}}\\&={\frac {2\cdot s\cdot 2\cdot (s-a)\cdot 2\cdot (s-c)\cdot 2\cdot (s-b)}{4\cdot c^{2}}}\\&={\frac {4\cdot s\cdot (s-a)\cdot (s-b)\cdot (s-c)}{c^{2}}}\end{aligned}}}
Anwenden der Quadratwurzel auf beiden Seiten ergibt
{\displaystyle h={\frac {2}{c}}\cdot {\sqrt {s\cdot (s-a)\cdot (s-b)\cdot (s-c)}}}
Daraus folgt für den Flächeninhalt des Dreiecks
{\displaystyle {\begin{aligned}A&={\frac {c\cdot h}{2}}\\&={\frac {c}{2}}\cdot {\frac {2}{c}}\cdot {\sqrt {s\cdot (s-a)\cdot (s-b)\cdot (s-c)}}\\&={\sqrt {s\cdot (s-a)\cdot (s-b)\cdot (s-c)}}\end{aligned}}}

### Beweis mit dem Kosinussatz
Nach dem Kosinussatz gilt
{\displaystyle \cos \gamma ={\frac {a^{2}+b^{2}-c^{2}}{2\cdot a\cdot b}}}
Eingesetzt in den trigonometrischen Pythagoras folgt daraus
{\displaystyle \sin \gamma ={\sqrt {1-\cos ^{2}\gamma }}={\sqrt {\left({\frac {2\cdot a\cdot b}{2\cdot a\cdot b}}\right)^{2}-\left({\frac {a^{2}+b^{2}-c^{2}}{2\cdot a\cdot b}}\right)^{2}}}={\frac {1}{2\cdot a\cdot b}}\cdot {\sqrt {(2\cdot a\cdot b)^{2}-(a^{2}+b^{2}-c^{2})^{2}}}}
Die Höhe des Dreiecks auf der Seite {\displaystyle a} hat die Länge {\displaystyle b\cdot \sin \gamma }. Einsetzen der letzten Gleichung liefert
{\displaystyle {\begin{aligned}A&={\frac {a\cdot b\cdot \sin \gamma }{2}}\\&={\frac {1}{4}}\cdot {\sqrt {(2\cdot a\cdot b)^{2}-(a^{2}+b^{2}-c^{2})^{2}}}\\&={\frac {1}{4}}\cdot {\sqrt {(2\cdot a\cdot b+(a^{2}+b^{2}-c^{2}))\cdot (2\cdot a\cdot b-(a^{2}+b^{2}-c^{2}))}}\\&={\frac {1}{4}}\cdot {\sqrt {((a+b)^{2}-c^{2})\cdot (c^{2}-(a-b)^{2})}}\\&={\frac {1}{4}}\cdot {\sqrt {((a+b)+c)\cdot ((a+b)-c)\cdot (c+(a-b))\cdot (c-(a-b))}}\\&={\frac {1}{4}}\cdot {\sqrt {(a+b+c)\cdot (-a+b+c)\cdot (a-b+c)\cdot (a+b-c)}}\\&={\sqrt {s\cdot (s-a)\cdot (s-b)\cdot (s-c)}}\end{aligned}}}

### Beweis mit dem Kotangenssatz
Der Inkreisradius des Dreiecks sei {\displaystyle r}. Mit Hilfe des Kotangenssatz erhält man für den Flächeninhalt
{\displaystyle {\begin{aligned}A&=r\cdot ((s-a)+(s-b)+(s-c))\\&=r^{2}\cdot \left({\frac {s-a}{r}}+{\frac {s-b}{r}}+{\frac {s-c}{r}}\right)\\&=r^{2}\cdot \left(\cot {\frac {\alpha }{2}}+\cot {\frac {\beta }{2}}+\cot {\frac {\gamma }{2}}\right)\end{aligned}}}
Mit der Gleichung {\displaystyle \cot {\frac {\alpha }{2}}+\cot {\frac {\beta }{2}}+\cot {\frac {\gamma }{2}}=\cot {\frac {\alpha }{2}}\cdot \cot {\frac {\beta }{2}}\cdot \cot {\frac {\gamma }{2}}} für Dreiecke (siehe Formelsammlung Trigonometrie) folgt daraus
{\displaystyle {\begin{aligned}A&=r^{2}\cdot \left(\cot {\frac {\alpha }{2}}\cdot \cot {\frac {\beta }{2}}\cdot \cot {\frac {\gamma }{2}}\right)\\&=r^{2}\cdot \left({\frac {s-a}{r}}\cdot {\frac {s-b}{r}}\cdot {\frac {s-c}{r}}\right)\\&={\frac {(s-a)\cdot (s-b)\cdot (s-c)}{r}}\end{aligned}}}
Außerdem gilt {\displaystyle A={\frac {r\cdot (a+b+c)}{2}}=r\cdot s} (siehe Abbildung). Aus der Multiplikation dieser Gleichungen ergibt sich
{\displaystyle A^{2}=s\cdot (s-a)\cdot (s-b)\cdot (s-c)}
und daraus der Satz des Heron.

### Beweis mithilfe ähnlicher Dreiecke

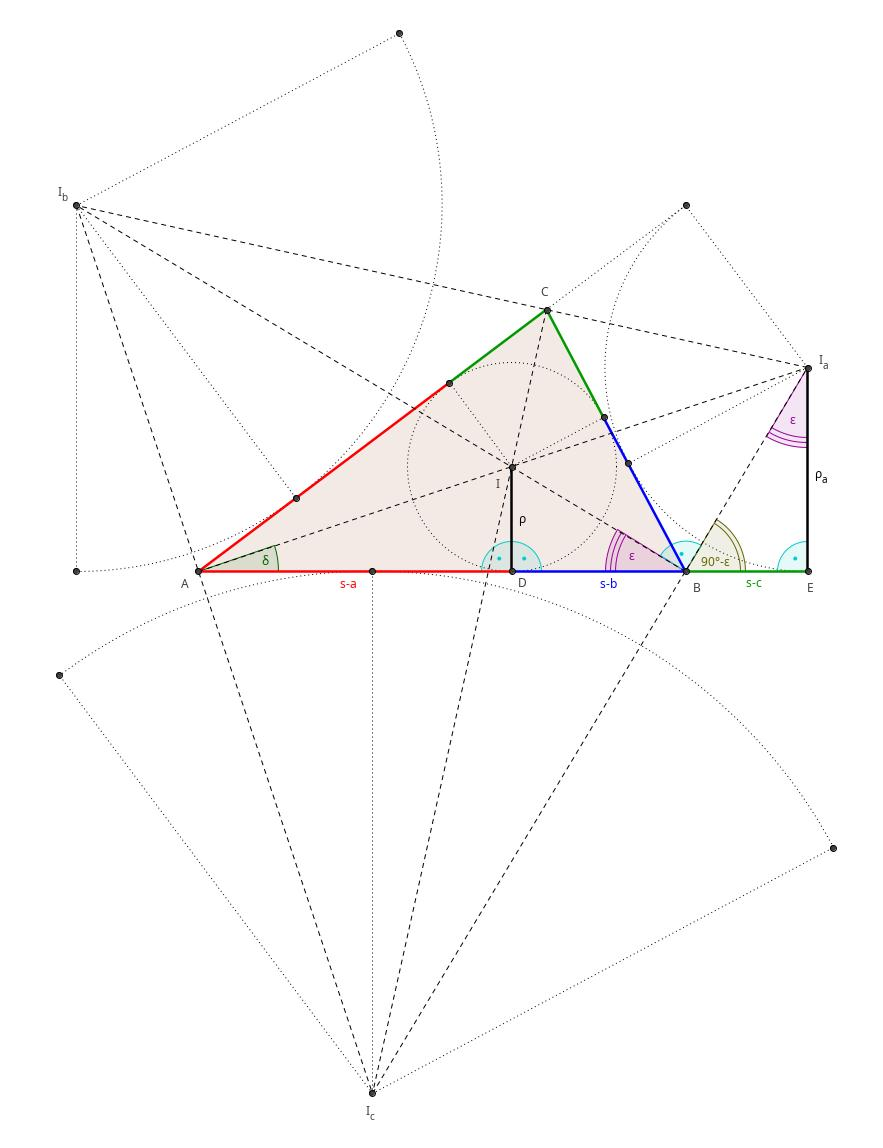
Satz des Heron, Beweis mithilfe ähnlicher Dreiecke

Für das Dreieck {\displaystyle \triangle ABC} werden der Inkreis mit Mittelpunkt {\displaystyle I} und der Ankreis gegenüber {\displaystyle A} mit Mittelpunkt {\displaystyle I_{a}} betrachtet. Die beiden rechtwinkligen Dreiecke {\displaystyle \triangle ADI} und {\displaystyle \triangle AEI_{a}} sind ähnlich. Unter Berücksichtigung der Identität: {\displaystyle s=(s-a)+(s-b)+(s-c)} folgt:
{\displaystyle {\frac {s-a}{\rho }}={\frac {s}{\rho _{a}}}\qquad {\text{bzw.}}\qquad {\text{(I)}}\quad {\frac {s-a}{s}}={\frac {\rho }{\rho _{a}}}}
Die beiden rechtwinkligen Dreiecke {\displaystyle \triangle IDB} und {\displaystyle \triangle BEI_{a}} sind ebenfalls ähnlich, und entsprechend ergibt sich:
{\displaystyle {\frac {s-b}{\rho }}={\frac {\rho _{a}}{s-c}}\qquad {\text{bzw.}}\qquad {\text{(II)}}\quad (s-b)(s-c)=\rho \cdot \rho _{a}}
Multiplizieren der beiden Gleichungen (I) und (II) liefert:
{\displaystyle {\frac {(s-a)(s-b)(s-c)}{s}}=\rho ^{2}}
Nochmaliges Multiplizieren mit {\displaystyle s^{2}} ergibt:
{\displaystyle s(s-a)(s-b)(s-c)=s^{2}\cdot \rho ^{2}=(s\cdot \rho )^{2}=A^{2}}
und daraus folgt der Satz des Heron.